# Roland de Vaux
Roland de Vaux (Parigi, 17 dicembre 1903 – Gerusalemme, 10 settembre 1971) è stato un archeologo e traduttore francese.
Padre domenicano, guidò il gruppo di cattolici che lavorò ai Rotoli del Mar Morto scoperti in undici grotte vicino alle rovine di Qumran.

## Famiglia
La famiglia Guérin de Vaux appartiene all'ex borghesia dell'Ile-de-France, discendente da un esattore delle tasse nell'elettorato di Melun del XVIII secolo.

## Biografia
Padre de Vaux era direttore della Scuola biblica e archeologica francese di Gerusalemme, situata nel quartiere arabo di Gerusalemme est, nonché responsabile del coordinamento della ricerca sui manoscritti.
La sua squadra scavò il sito di Khirbet Qumran (dal 1951 al 1956) e altre grotte vicino a Qumran a nord-ovest del Mar Morto. Gli scavi furono guidati da Ibrahim El-Assouli, rappresentante del Museo Archeologico della Palestina che sarebbe poi diventato il Museo Rockefeller a Gerusalemme est.
Padre de Vaux fu un membro del direttivo di traduttori della Bibbia di Gerusalemme. In questa veste, tradusse la Genesi, i due Libri di Samuele e i due Libri dei Re.